# Melcior de Palau i Simón
Melcior de Palau i Simón (Mataró, 22 de setembre de 1879 - 19 de desembre de 1915) fou un arquitecte català de principis del segle xx. Estudià arquitectura a Barcelona i és considerat dintre el corrent del modernisme. Va ser director de l'Escola d'Arts i Oficis de Mataró.
Neix a Can Palau (Riera, 34) de Mataró el 22 de setembre de 1879, fill de Josep de Palau i Català, advocat, i de Manuela Simón i Font. Fou batejat a la parròquia basílica de Santa Maria de Mataró i estudià a les Escoles Pies de Santa Anna i Universitat de Barcelona. Casat amb Mercedes Señán i Riera va tenir tres fills, Melcior, Marcel i Pilar. És nebot de Melcior de Palau i Català, enginyer i poeta. Cal no confondre´l amb el seu nebot.
L'any 1904 obté el títol d'Arquitecte a l'Escola d'Arquitectura de Barcelona i forma part de la Junta directiva de l'Associació d'Arquitectes de Barcelona, precedent del Col·legi d'Arquitectes de Catalunya. L'any 1903 va participar en el projecte de reforma i ampliació de Cals Notaris (al carreró). L'any 1908 va presentar un projecte consistent en ajuntar en dues totes les lleres de la ciutat de Mataró i conduir les aigües per dins la població amb col·lectors soterranis fins al mar, que fessin, alhora, la funció de claveguera urbana. També realitzà el projecte definitiu de desviament de la riera de Cirera, aprovat l'any 1912 L'any 1909 va projectar el conjunt modernista de l'Escorxador de Mataró, situat al carrer Prat de la Riba, que fou inaugurat el 1915, any de la seva mort. Morí el 19 de desembre de 1915

## Obres
Encara que tingué una curta vida, morí als 36 anys, fou bastant intensa. Va treballar a l'ajuntament de Mataró per endreçar processos urbanístics i projectar noves infraestructures públiques. A Mataró existeixen alguns indrets determinants en la seva trajectòria vital i professional:
- Can Palau de La Riera, finca on va néixer i va viure fins al seu casament, l'any 1910. És un dels casals nobles que encara es conserven a Mataró i que l'arquitecte va col·laborar a reformar.
- Cals Notaris o Can Cruzate és un casal barroc on Melcior de Palau tingué el seu domicili i que el 1903, sense ser arquitecte titulat, ajudà a ampliar i a reformar, conjuntament amb l'arquitecte Emili Cabanyes.
- L'Escorxador de Mataró és la seva obra pública més important. Va realitzar el projecte l'any 1909 i es va inaugurar el 1915. Fou la seva darrera obra que realitzà en vida.
- Projecte final i execució del "Desvio" del torrent i riera de Cirera fins a la Riera de Sant Simó.

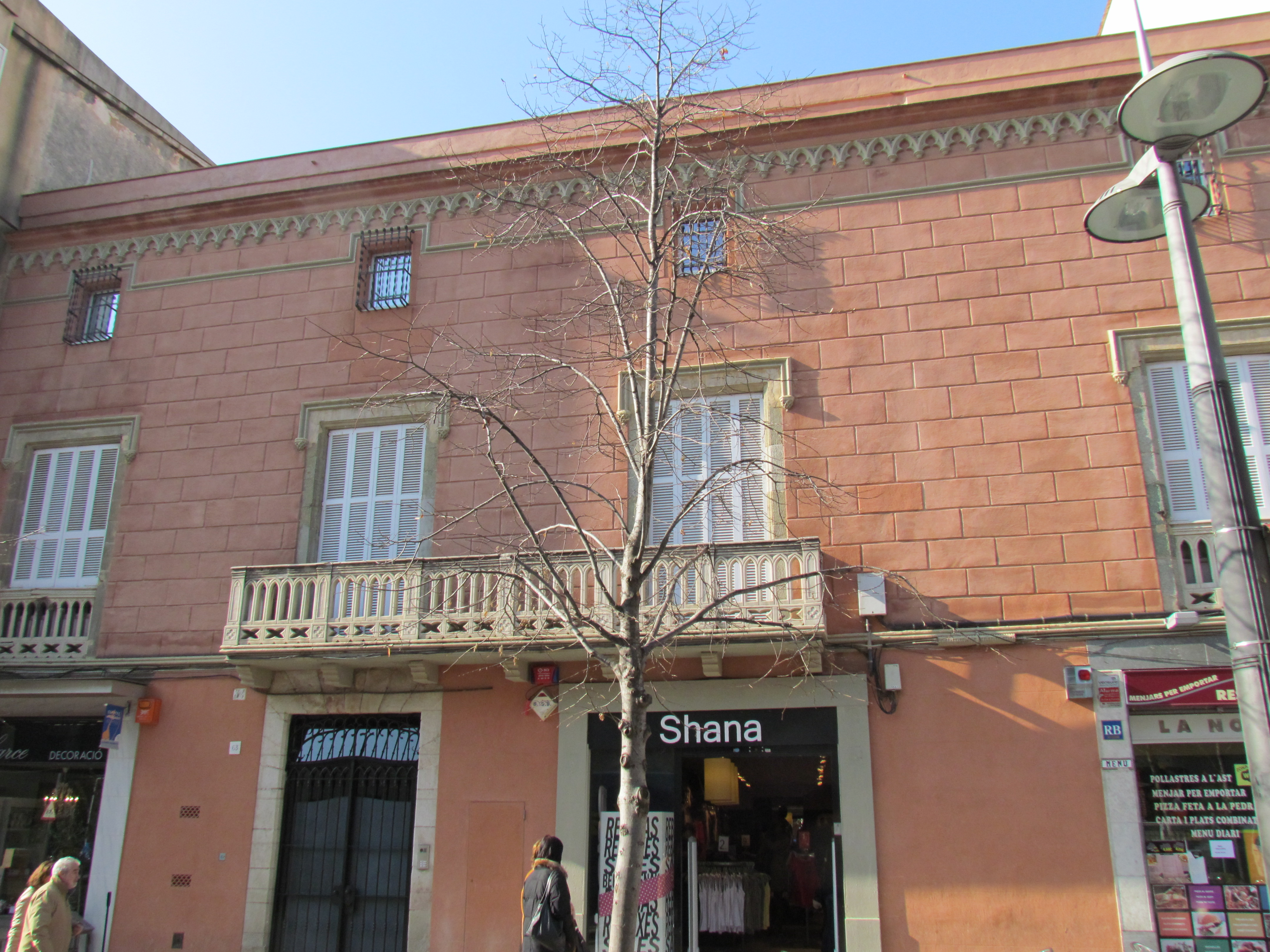
Can Palau
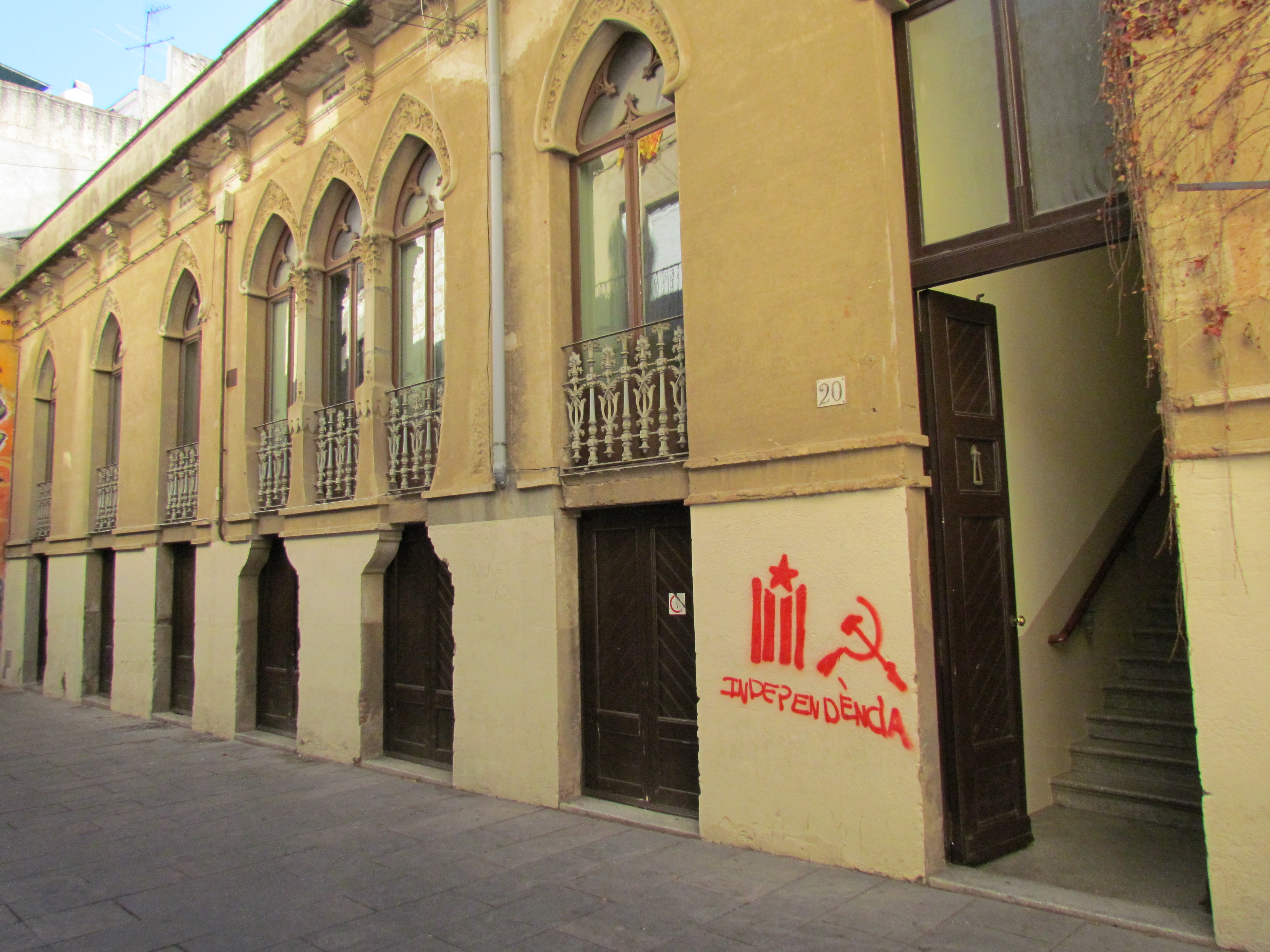
Cals Notaris o Can Cruzate
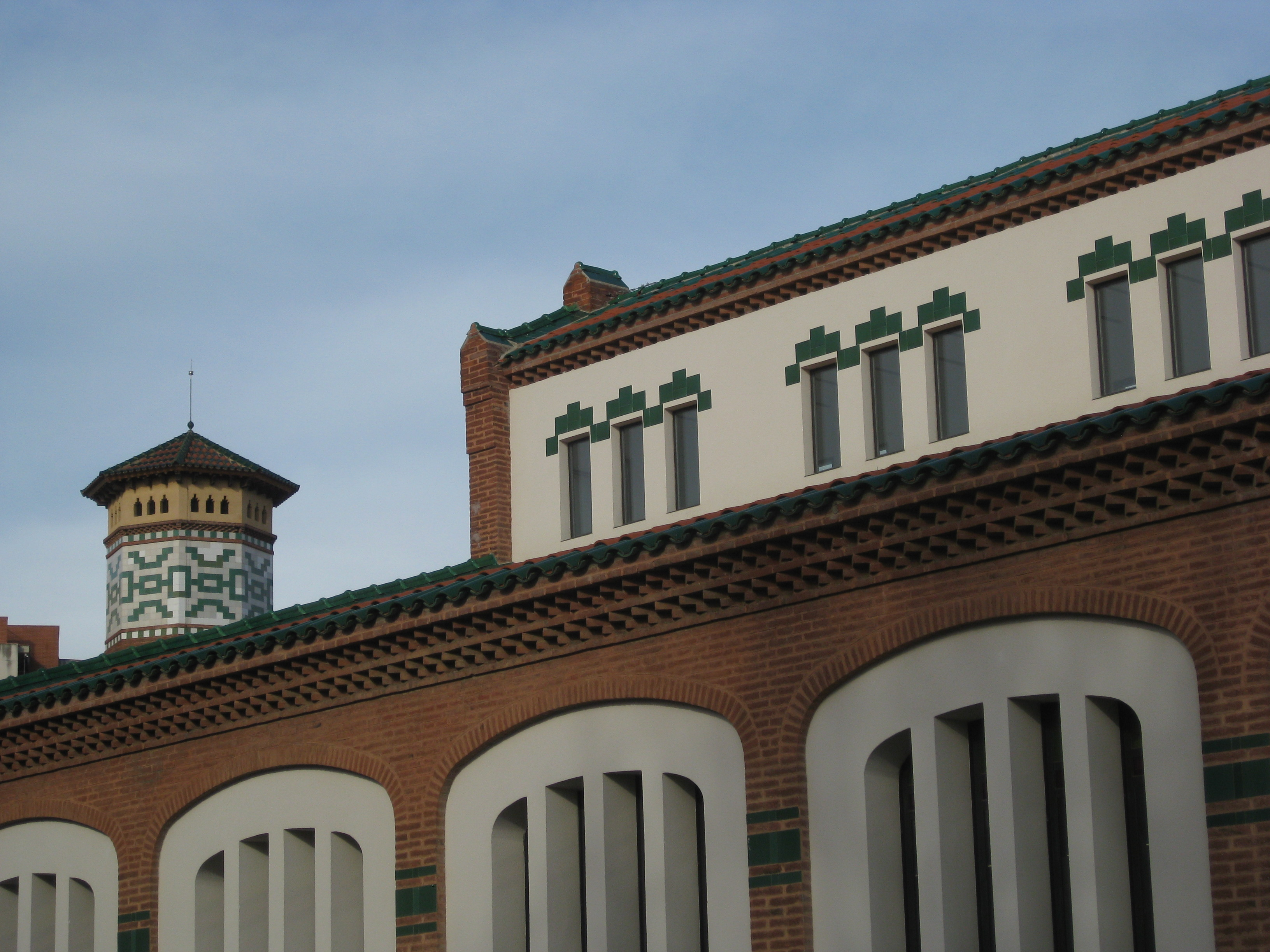
Escorxador modernista